# Velika žeđ
Velika žeđ je epizoda Teks Vilera objavljena u #85. u izdanju Veseli četvrtak, Beograd. Objavljena je 25. aprila 2024. Koštala je 450 din (3,84 €; 4,45 $). Imala je 114 strana.  Ovo je 1. deo epizode koja se nastavlja u #86. pod nazivom Igre moći.

## Originalna epizoda
Originalna epizoda pod nazivoim La grande sete objavljena je je premijerno u regularnoj ediciji Teks Vilera koja je u Italiji u izdanju Bonelija u #585, koja je izašla 7.7.2009. Epizodu je nacrtao Fabrio Čiviteli, a scenario napisao Đanfranko Manfredi. Naslovnicu je nacrtao Klaudio Vila. Koštala je 2,7 €.

## Kratak sadržaj
Teks i Kit jašu 25 milja od grada Finiksa (Arizona). Nailaze na gradić Salt Krik, koji je potpuno napušten i u kome nema vode. Nakon dolaska u Finiks, sreću se sa lokalnim tajkunom koji je otkupio zemlju od lokalnog stanovništva u okolini grada i izgradio branu koja zaustavlja navodnjavanje. Lensdejl im nudi da rade za njega za 50 $ nedeljno, ali Teks to sa gnušanjem odbija. Kasnije upoznaju Džek Svilnga, čoveka koji je osnovao Finiks, koji im otkriva da Lensdejl ima za cilj da omogući privatnim firmama koje grade brane i kanale da kontrolišu vodu za grad i okolinu, a zemlju kasnije preproda za veće pare. Vreme ide na ruku Lensdejlu, jer kako grad raste, potrebna mu je sve više vode. Lensdejl unajmljuje lokalce da iz okoline grada proteraju indijansko pleme Pima, što dodatno razbešnjava Teksa, koji odlučuje da spreči Lensdejlove poslovne namere.

## Prethodna i naredna epizoda regularne edicije
Prethodna epizoda nosiakl je naziv Dva gerilca (#84), a naredna Igre moći (#86).